# Ichthyophis glutinosus
L'ittiofide glutinoso (Ichthyophis glutinosus (Linnaeus, 1758)) è un anfibio dell'ordine degli Apoda (Gimnofioni), endemica dello Sri Lanka.

## Descrizione
I gimnofioni sono tutti caratterizzati da un corpo cilindrico, privo di arti, segmentato come quello degli anellidi o dei serpenti, ma privo di squame (da cui l'etimologia del nome dal greco antico che significa pesce-serpente).
Ichthyophis glutinosus può raggiungere la taglia di 50 cm, ma ha usualmente dimensioni più ridotte (dai 10 ai 20 cm). Presenta un corpo di colore bruno cupo o nero azzurrognolo con una larga banda longitudinale di colore giallo vivido. L'apparato visivo ha una capacità molto ridotta, come tutti gli apodi, a causa delle abitudini di vita che lo vedono un animale tendenzialmente notturno che si ripara durante il giorno sotto il fango o il terriccio.

## Biologia
È oviparo e si interra nel fango per deporre le uova che poi avvolge fra le spire. Si nutre prevalentemente di insetti, ma anche vertebrati (lucertole e piccoli roditori).

## Distribuzione e habitat
Si tratta di una specie presente nello Sri Lanka, in ambiente di foresta tropicale, prevalentemente in corrispondenza a zone umide (corsi d'acqua, zone palustri), da 50 a 1.355 m di altitudine. Le segnalazioni di una sua presenza in India non hanno ricevuto conferme.